# مایکل پرستون
مایکل پرستون (انگلیسی: Michael Preston؛ زادهٔ ۱۴ مهٔ ۱۹۳۸) هنرپیشه، خواننده اهل انگلستان است.
از فیلم‌ها یا برنامه‌های تلویزیونی که وی در آن نقش داشته‌است، می‌توان به توطئه سورابایا، مکس دیوانه ۲، گرگ آسمان، طوفان فلزی و استیل اشاره کرد.